# Lars Ehrenberg
Lars Gustaf Ehrenberg, född 6 juni 1921 i Falun, död 25 juni 2005 i Stockholm, var en svensk biokemist och strålningsbiolog. 
Lars Ehrenberg disputerade 1955 för filosofie doktorsgrad vid Stockholms högskola. Han var 1955–1962 docent i biokemi och blev 1962 professor i strålningsbiologi vid Stockholms universitet. Han blev 1976 ledamot av Vetenskapsakademien.
År 1989 tilldelades han KTH:s stora pris för att i sin forskning ha "påvisat biologiska skador av joniserande strålning och växelverkan mellan DNA och cancerframkallande ämnen".
Ehrenberg var son till överläkaren med. dr Lennart Ehrenberg och hans maka gymnastikdirektören Gunhilda Ehrenberg, född Månsson, samt bror till Gösta och Anders Ehrenberg. Ehrenberg var vidare sonson till Gustaf Peterson.  Åren 1944–1950 var Ehrenberg gift med docent Carin Ehrenberg och blev i detta äktenskap far till Måns Ehrenberg.